# Stegophylla quercina
Stegophylla quercina är en insektsart som beskrevs av Quednau 1966. Stegophylla quercina ingår i släktet Stegophylla och familjen långrörsbladlöss. Inga underarter finns listade i Catalogue of Life.